# Eunica castalia
Eunica castalia är en fjärilsart som beskrevs av William Chapman Hewitson 1852. Eunica castalia ingår i släktet Eunica och familjen praktfjärilar. Inga underarter finns listade i Catalogue of Life.